# سندی وی

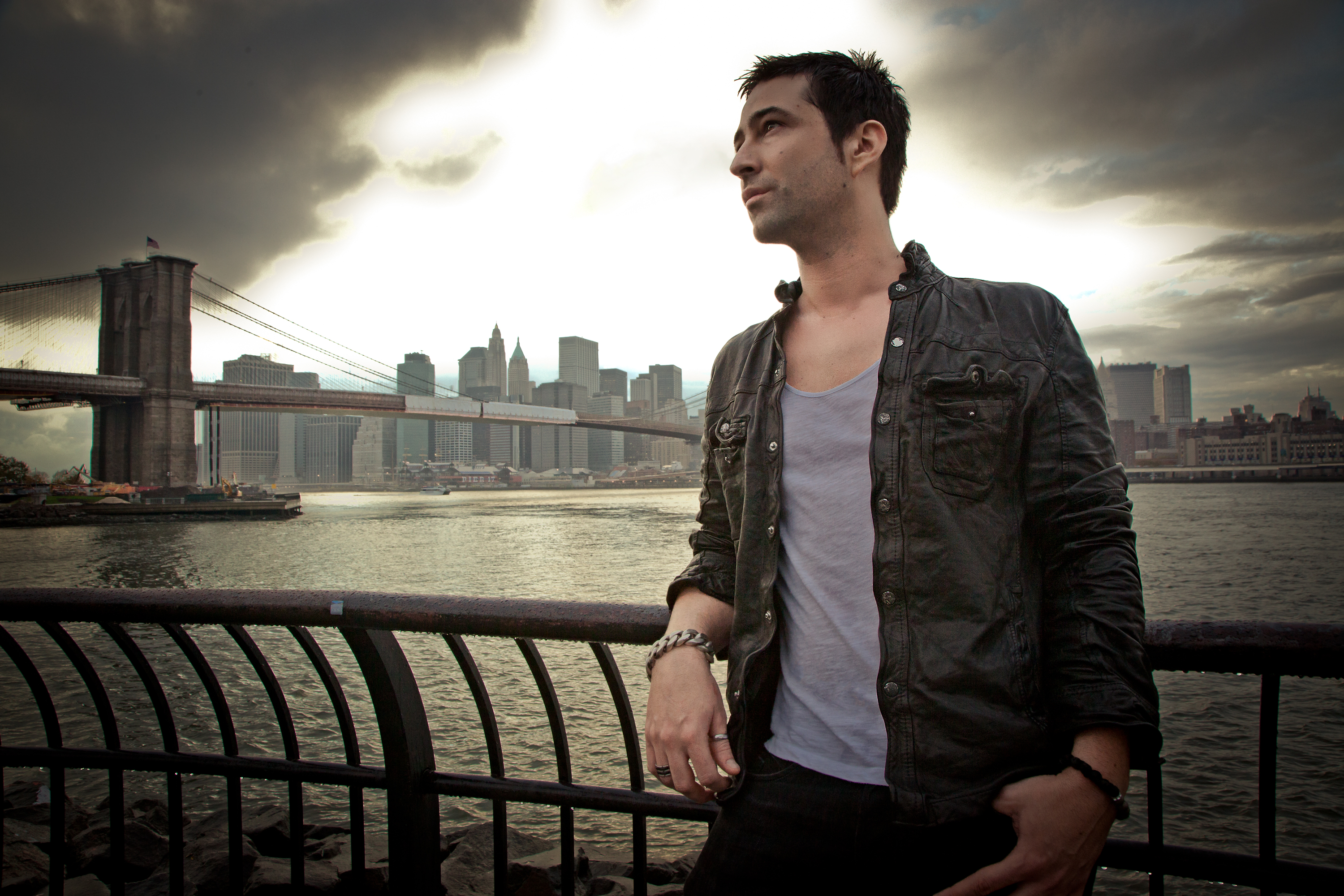
سندی وی

سندی جولین ویلهم (به فرانسوی: Sandy Julien Wilhelm)، که با نام سندی وی (به انگلیسی: Sandy Vee) شناخته می‌شود. ترانه‌سرا، دی‌جی و تهیه‌کننده موسیقی فرانسوی است. سبک اصلی وی موسیقی هاوس است. او کارش را با خوانندگان پلپ در سال ۲۰۰۹ شروع کرد و با خوانندگانی همچون بریتنی اسپیرز, نی-یو, ریانا, تایو کروز, کیتی پری, بلک آید پیز, و داوید گتا برای تهیه‌کنندگی همکاری داشته‌است.
سندی وی در ۵۳مین جایزه گرمی برنده بهترین ضبط رقص برای ترانه ریانا تنها دختر (در جهان) شد. همچنین وی برای آلبوم رویای نوجوانی از کیتی پری نیز نامزد آلبوم سال شده‌بود.